# Археологія

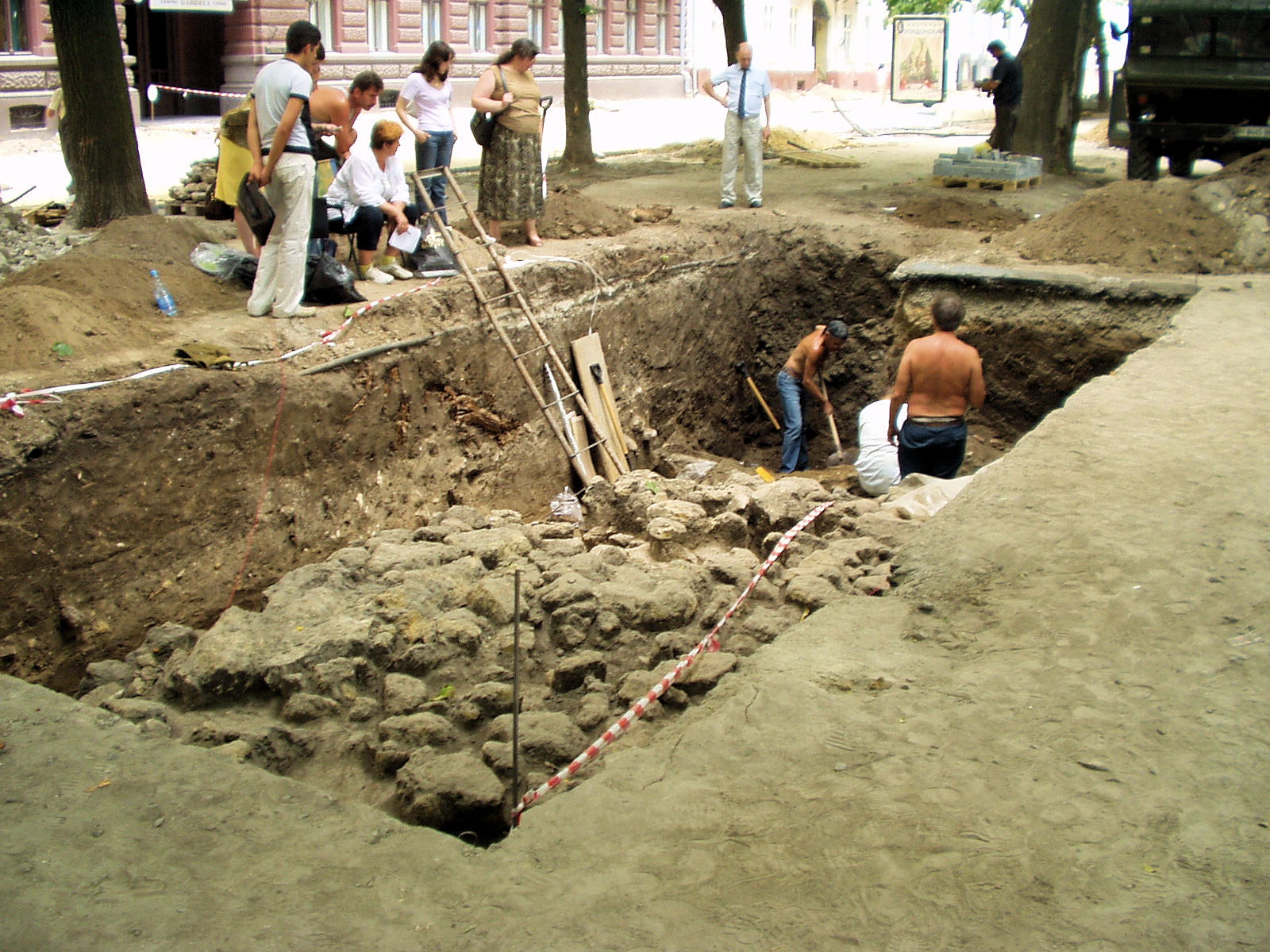
Археологічні розкопки в Одесі, 2008 р.

Археоло́гія (грец. αρχαιος — стародавній, λογος — слово, дискурс або причина) — наука, що вивчає давній побут та культуру людського суспільства на підставі речових пам'яток минулого, добутих розкопками.
Археологія вивчає історію людства за матеріальними залишками діяльності людей. Досліджує як окремі стародавні предмети (артефакти), так і комплекси, що відкриваються завдяки археологічним розкопкам. На основі археологічних досліджень відтворюється історія епох, які мало або зовсім, не висвітлені писемними джерелами.
Археологію можна вважати як суспільною наукою, так й галуззю гуманітарних наук. У Північній Америці археологія є частиною культурної антропології. В Україні археологію розглядають як частину історичної науки.
У своїй роботі археологія спирається на міждисциплінарні дослідження, користується методами та досягненнями різних наук. Серед них фізична антропологія, соціальна антропологія, історія, історія мистецтв, етнологія, географія, палеогеографія, геологія, палеонтологія, палеозоологія, палеоботаніка, палеоекологія, хімія, фізика, лінгвістика та інші.

## Історія розвитку

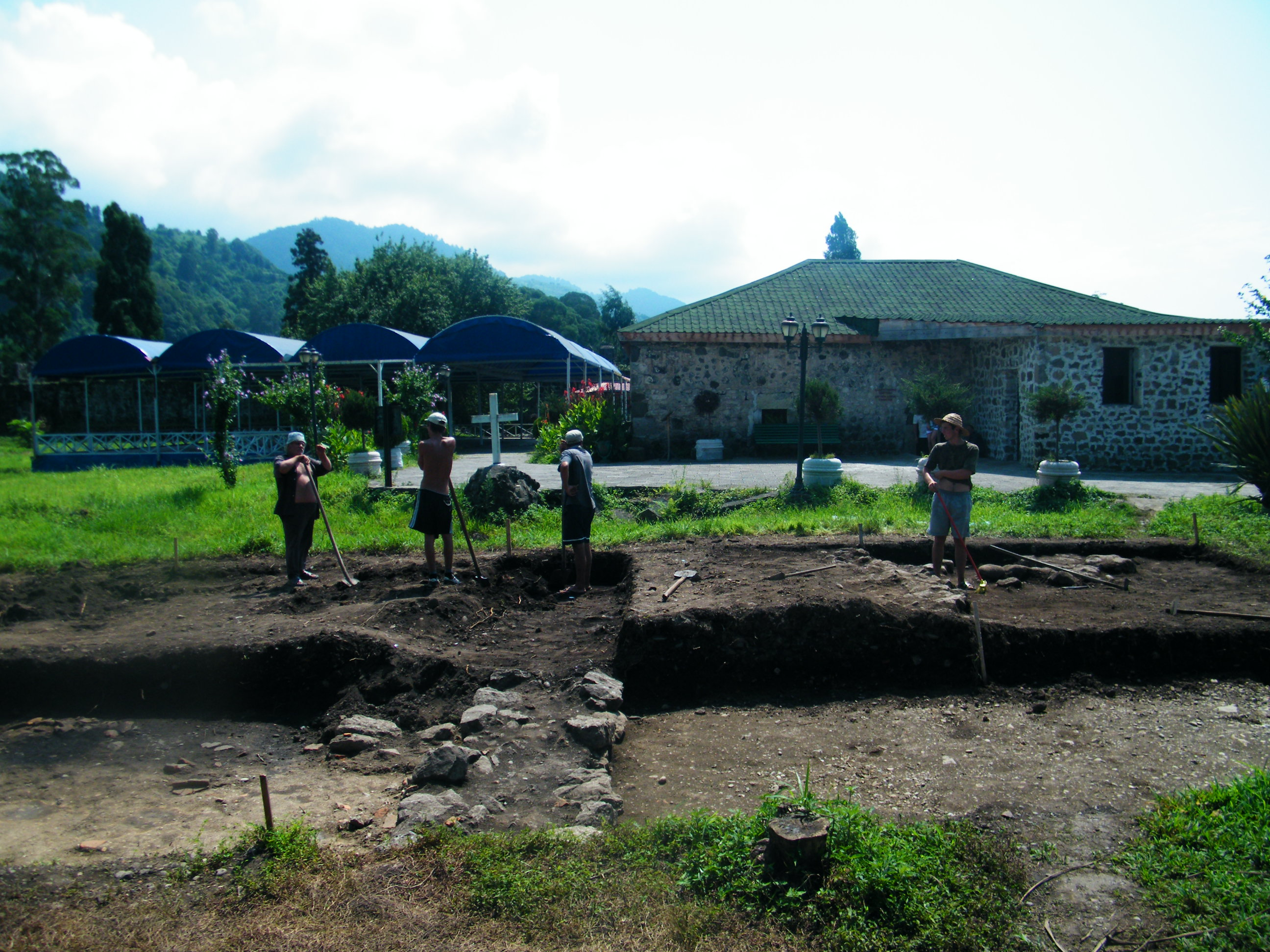
Археологічні розкопки в Гоніо, Аджарія, Грузія

Термін «археологія» з'явився в Греції (4 ст. до н. е.) в розумінні науки про стародавність.
У середньовічній Європі археологія майже не розвивалася. В епоху Відродження (15-16 століття) розвиток археології пожвавився у зв'язку з вивченням пам'яток античного мистецтва. Новий поштовх археологічним дослідженням у Західній Європі дали успішні розкопки Помпеї у 18 столітті. У середині 19 століття почали вивчати пам'ятки палеоліту.
У 20-х роках 20 століття великі археологічні дослідження були здійснені в Азії — у Межиріччі (розкопки Ура) та Британській Індії (розкопки в долині Інду), які дали можливість висвітлити характер шумерської та індської цивілізацій (4-е тис. до н. е.).

## Методи

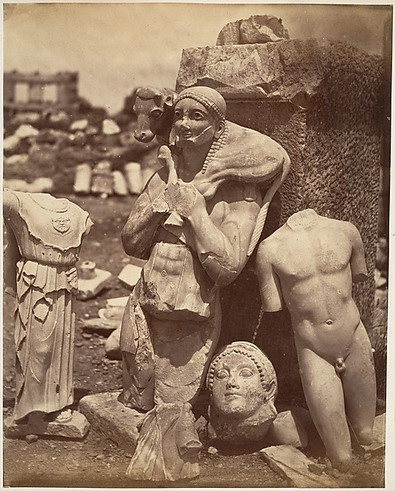
Невдовзі після розкопок на Акрополі, фото 1865 року зі скляного негатива.

Археологія вивчає історію суспільства за матеріальними рештками життя та діяльності людей — матеріальним пам'ятникам. Послідовність робіт полягає в попередньому аналізі місцевості, розкопках, класифікації, датуванні та інтерпретації знахідок.
З 1958 використовується метод радіовуглецевого датування для визначення віку археологічних шарів і знахідок.
Методики і методи досліджень, етапи:
1. Польові дослідження-спостереження за станом ґрунту і залишків та детальної фіксації усіх об'єктів у просторі (на план) стосовно умовного репера та один одного, а також за глибиною залягання.

1.1. Розкопки — надзвичайно відповідальний процес, адже у їх процесі знищується пам'ятка.
2. Культурно-хронологічна атрибуція (лабораторно-камеральна робота) — дослідження, датування. Пам'ятка долучається до археологічної культури чи хронологічної групи, використовуючи, у тому числі, методи археометрії.
3. Історичні реконструкції — інтерпретаційний етап.

## В Україні
В Україні ще за доби Київської Русі приділялась увага археологічним пам'яткам. Літописець Никон Печерський згадував про давні городища й кургани. Одними з перших археологічних розкопок в Україні можна вважати розкопки Десятинної церкви в Києві (зруйнована монголами 1240), що були здійснені Петром Могилою у 30-х роках XVII ст. з метою будівництва на її місці нової церкви під тією ж назвою.
Тарас Шевченко називав археологію «праматір'ю історії»: «Я люблю археологію — цю таємничу праматір історії.»
Початок спеціальних археологічних досліджень в Україні припадає на другу половину XVII та початок XIX ст., коли розпочалися розкопки античних та скіфських пам'яток на півдні України, зокрема у Північному Причорномор'ї.
З розгортанням археологічних досліджень була пов'язана організація в Україні низки музеїв — Миколаївського (1806), Феодосійського (1811), Одеського (1825), Керченського (1826) та Одеського товариства історії та старожитностей (1839).
Археологічні дослідження в Російській імперії, що свого часу контролювала більшу частину території України, були спрямовані переважно на добування найбільш коштовних та ефектних старожитностей, що вивозилися до російських імперських музеїв у Москві та Петербурзі, або потрапляли до приватних колекцій.
У СРСР археологічні дослідження почали серйозно проводитись лише після Другої світової війни, перш за все у районах великих будов.

## Грабіж археології

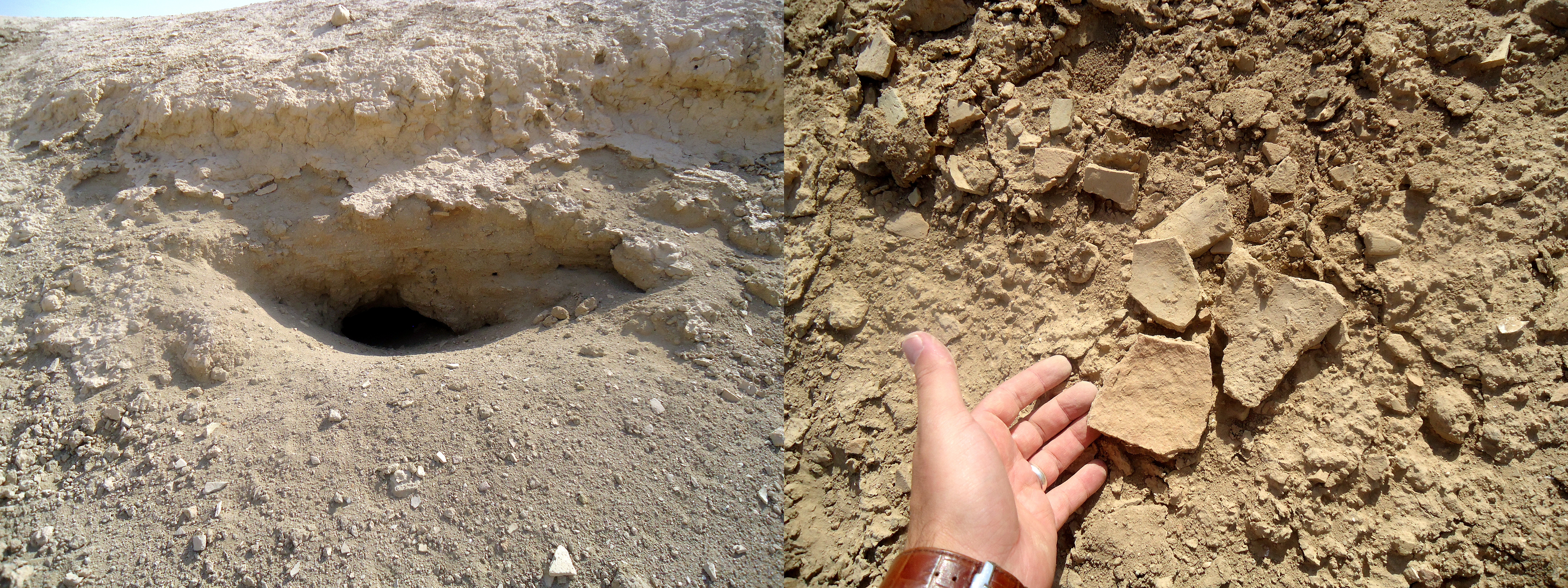
Яма викопана грабіжниками археологічних пам'яток (ліворуч) у стародавньому шумерському місті Кіш, Ірак. Біля ями розкидані уламки кераміки (праворуч).

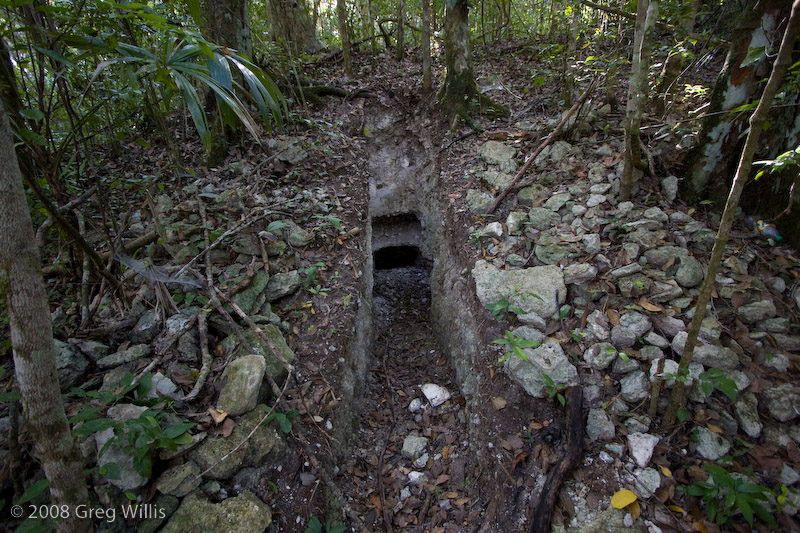
Траншея викопана грабіжниками археології у Гватемалі.

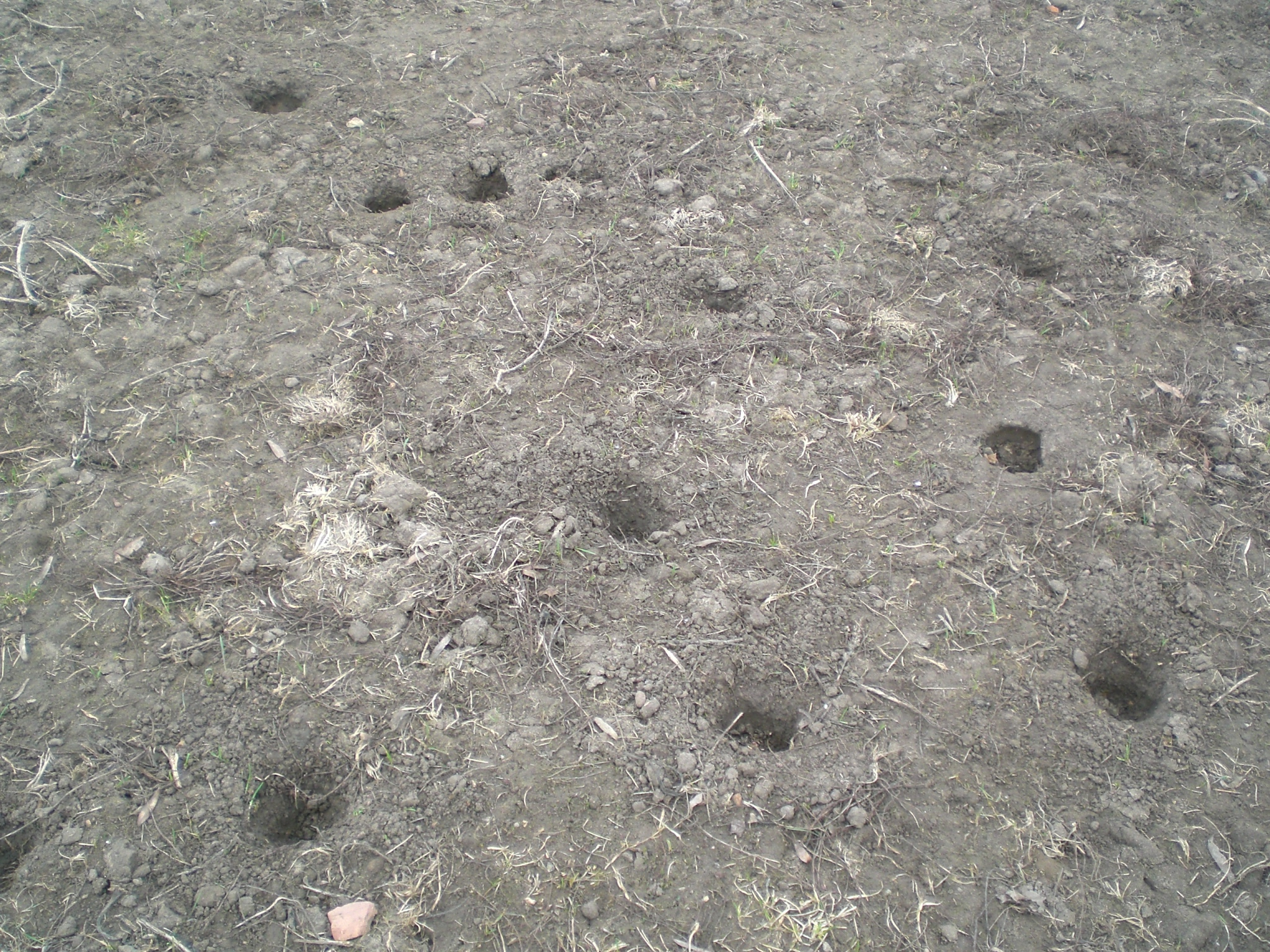
Характерні ямки на полі, викопані грабіжниками археології (Німеччина).

Грабіж (грабунок, грабування) археології є незаконним видобутком археологічних пам'яток, що включає їхнє знаходження та привласнення. Такі пограбування є основним джерелом артефактів для нелегального ринку старожитностей та підіпільних колекцій. Грабунок, як правило, передбачає або незаконне вивезення артефактів з країни їх походження, або розповсюдження награбованих товарів усередині країни. Поширеність грабежу археології у країні пов'язаний з її економічною та політичною стабільністю, при цьому він зростає під час криз, хоча грабіж відбувається і в мирний час, адже для грабіжників таке заняття є способом заробітку. Вважається, що грабіж археології найбільше поширений у так званих «археологічних країнах», таких як Італія, Греція, Туреччина, Кіпр та інші райони Середземноморського басейну, а також у багатьох регіонах Африки, Південно-Східної Азії та Центральної та Південної Америки, які мають багату археологічну спадщину, значна частина якої досі невідома археологічній науці. Грабунок археології не тільки незаконний; він перешкоджає доступу суспільства до культурної спадщини, фактично знищуючи її.
В Україні та деяких пострадянських державах осіб, що грабують археологічну спадщину, часто називають «чо́рні археоло́ги» або «ч́орні копач́і». Саме явище загалом в Україні інколи називають «чорна археологія». В деяких інших країнах це явище можуть називати «розграбування гробниць» чи «пограбування могил» (англ. Grave robbery, ісп. Robo de tumbas, болг. Ограбване на гробници, нім. Grabraub), в Польщі — «цвинтарні гієни» (пол. Hieny cmentarne).

### Законодавчі заборони
У багатьох країнах діють закони проти грабежу старожитностей, згідно з якими вивезення культурного об'єкта без офіційного дозволу є незаконним та вважається крадіжкою.
В Україні грабіж археології є злочином, регламентованим 298 статтею КК України (незаконне проведення пошукових робіт на об'єкті археологічної спадщини, знищення, руйнування або пошкодження об'єктів культурної спадщини), ст. 193 КК України (незаконне привласнення особою знайденого чи такого, що випадково опинилося у неї, чужого майна або скарбу, які мають особливу історичну, наукову, художню чи культурну цінність).
Відповідно до Закону України «Про охорону культурної спадщини» усі пам'ятки археології, в тому числі ті, що знаходяться під водою, включаючи пов'язані з ними рухомі предмети, є державною власністю. Такі рухомі предмети підлягають віднесенню до державної частини Музейного фонду України, обліку та збереженню у порядку, визначеному законодавством (ч. 2 ст. 17).